# Cá mập thiên thần Argentina
Cá mập thiên thần Argentina (tên khoa học Squatina argentina) là một loài cá mập trong chi Squatina, chi duy nhất còn sinh tồn trong họ và bộ của nó. Loài này được Marini miêu tả khoa học đầu tiên năm 1930.. Đây là loài cá mập phân bố ở Tây nam Đại Tây Dương, từ miền nam Brazil xuống phía nam Patagonia (Argentina) giữa 19 ° S - 53 ° S và từ 68 ° W - 38 ° W. Chúng sống ở môi trường nước lợ, trên thềm lục địa ở độ sâu từ 100 - 400 mét.
Người ta ước tính để tăng số lượng quần thể hiện tại lên gấp đôi thì cần mất 14 năm, cùng với đó là khả năng sinh sản thấp chỉ từ 7 đến 11 con mỗi lứa, vì thế loài này được đưa vào danh sách loài nguy cấp của IUCN.

## Đặc điểm
Loài này có cơ thể màu tím nâu với nhiều điểm tròn màu nâu sẫm. Ở phần vây lưng thì có màu sắc nhạt hơn trong khi vây bụng lớn và rộng. Mắt của chúng nằm ở vùng lõm cùng với đó là vùng vai nhô lên tạo cho chúng một sự khác biệt.